# Gyno Pomare
Leonardo Pomare, detto Gyno (Oceanside, 5 aprile 1986), è un ex cestista statunitense con cittadinanza panamense.

## Carriera
Con Panama ha disputato tre edizioni dei Campionati americani (2009, 2011, 2015).